# Le Styx
Pour les articles homonymes, voir Styx (homonymie), Das Boot et Le Bateau.
Le Styx ou Le Bateau sont les titres français du roman Das Boot de Lothar-Günther Buchheim, édité en Allemagne en 1973. Ce roman a ensuite été publié en français par Albin Michel en 1977. Il a été porté à l'écran en 1981 avec le film Das Boot de Wolfgang Petersen.
Ce roman est basé sur des faits réels, vécus par l'auteur alors qu'il effectuait, comme correspondant de guerre, un reportage de propagande dans un U-Boot (sous-marin allemand). L'auteur en a gardé quantité de détails, permettant au lecteur de se plonger dans l'ambiance d'un sous-marin, d'un point de vue technique et humain.
L'histoire raconte la vie d'un équipage de sous-marin pendant la Seconde Guerre mondiale (automne et hiver 1941), à compter de son départ en mission. Le titre français est tiré de la comparaison du chenal huileux qui permet de sortir de son port d'attache, la base sous-marine de La Pallice, près du port de La Rochelle, avec le Styx, l'un des fleuves qui mènent aux enfers.
Y sont décrites les conditions de vies à bord (exiguïté et humidité notamment), l'attente impatiente de convois à attaquer et l'excitation lorsque la chasse commence, ainsi que la terreur pendant les tempêtes ou lorsque le sous-marin est grenadé par des bâtiments alliés.
Les sous-mariniers allemands ne sont pas décrits comme des nazis militants : vétérans ou anciens membres des jeunesses hitlériennes, ils sont surtout dépeints comme des êtres humains, partagés entre compassion et cynisme, héroïsme et férocité, résignation face à leur condition de soldat et peur extrême de mourir noyés dans un sous-marin.